# Antony Costa
Antony Daniel Costa (Londres; 23 de junio de 1981) es un cantante británico.

## Biografía
Estudió en el Hendon School, en el noroeste de Londres. Su padre es greco-chipriota y su madre es judía; además tiene una hermana llamada Natalie y un hermano llamado Louis.

### En Blue
En 2000 pasó a formar parte del grupo masculino de pop/R&B Blue. Publicaron tres álbumes y vendieron más de treinta millones de discos en todo el mundo.[cita requerida] 2004 es la fecha en el que el grupo decidió separarse para dedicarse a sus respectivas carreras en solitario. Este año, Antony, junto con el cantante Peter André, tuvo la oportunidad de conocer al primer ministro Tony Blair en las celebraciones de la llegada de diez nuevos miembros en la Unión Europea. Fue concursante en 2005 de I'm a Celebrity, Get Me Out Of Here, y fue expulsado del programa el 3 de diciembre de 2005 después de catorce días.

### Carrera musical en solitario
Antony sacó su primer sencillo en solitario, «Do You Ever Think Of Me?», en febrero de 2006. Debutó en la lista de éxitos inglesa en el puesto decimonoveno. Ese mismo año, compitió con el tema «It's A Beautiful Thing» en Making Your Mind Up, programa para elegir al representante de Reino Unido en Eurovisión 2006, pero no salió elegido.
Su primer álbum salió al mercado el 3 de julio de 2006 en Reino Unido e Irlanda. Titulado Heart Full Of Soul, no pudo llegar al UK Top 100 Albums. Fue editado en varios países, incluyendo en Japón, donde gozó de más éxito.[cita requerida]
Después de su despido de la discográfica independiente Globe Records UK, Antony actuó en musicales en Londres, como Blood Brothers. En diciembre de 2006 se confirmó el contrato de Antony con la multinacional discográfica Polydor Records. A comienzos de 2007 se reeditó el primer sencillo «Do You Ever Think Of Me» en Asia. El segundo sencillo fue «Half The World Away», que se distribuyó solo en Asia.
Su álbum Heart Full Of Soul fue publicado en Asia y llegó al número uno en China, Japón, Israel y los países del Sureste Asiático, vendiendo ya más de 500 000 copias.[cita requerida]

## Discografía

### Álbumes
| Año  | Álbum                           | Discográfica       |
| ---- | ------------------------------- | ------------------ |
| 2007 | Reedición de Heart Full Of Soul | Polydor Records UK |

### Sencillos
| Año  | Título                    | Posición | Álbum              |
| Año  | Título                    | R.U.     | Álbum              |
| ---- | ------------------------- | -------- | ------------------ |
| 2006 | «Do You Ever Think Of Me» | 19       | Heart Full Of Soul |
| 2007 | «Half The World Away»     | —        | Heart Full Of Soul |
| 2007 | «Healing In Your Eyes»    | —        | Heart Full Of Soul |

(*) Posiciones de «Do You Ever Think Of Me» de China, Japón, Israel y el Sureste Asiático corresponden a la reedición del sencillo en 2007.

## Filmografía
| Año     | Título                                | Rol                   | Notas                                            |
| ------- | ------------------------------------- | --------------------- | ------------------------------------------------ |
| 1997    | Chalk                                 | Boy                   | "The Object of Desire" (Temporada 1, Episodio 4) |
| 1997    | Grange Hill                           | Sixth Form Boy        |                                                  |
| 2005    | I'm a Celebrity...Get Me Out of Here! | El mismo / Competidor | 5ª temporada                                     |
| 2006    | Dancing on Ice                        | El mismo / jurado     | 4ª temporada, Episodio 17                        |
| 2009    | Casualty                              | Dave                  | "Second Chance" (24º temporada, Episodio 12)     |
| 2009–10 | Angela and Friends                    | El mismo / Comentador |                                                  |
| 2011    | Celebrity Five Go To...               | El mismo / Competidor | Temporada 1; Ganador                             |
| 2012    | The Wright Stuff                      | El mismo / Panelista  | 17º temporada                                    |
| 2012    | Lemon La Vida Loca                    | El mismo              | 1ª temporada, Episodio 2                         |
| 2014    | Casualty                              | Matthew Pendleton     | "Entrenched" (29º temporada, Episodio 9)         |